# Jullan Kindahl
Julia "Jullan" Kindahl, nata Carlsson (Lovö, 12 aprile 1885 – Malmö, 18 aprile 1979), è stata un'attrice e cantante svedese.
Attrice nota per la sua lunga carriera teatrale (dove fu anche interprete di operette), lavorò anche per il grande schermo, dove apparve in circa una trentina di differenti produzioni, tra l'inizio degli anni venti e la fine degli anni sessanta, dove fu diretta da registi quali Edvard Persson e Ingmar Bergman. Il cognome Kindahl è quello del marito, il comico e attore teatrale Arvid Kindahl.

## Biografia
Julia Carolina Carlsson nasce a Lövö, nella contea di Stoccolma, il 12 aprile 1885. A 19 anni debutta come ballerina al Kristallsalong a Djurgården (Stoccolma), mentre nel 1913 sposa Arvid Kindahl, conosciuto durante una tournée in Finlandia. Nel 1922 viene ingaggiata da Hippodrom di Malmö, dove lavorerà per vent'anni. L'anno seguente, fa il proprio debutto cinematorafico, interpretando il ruolo di Olivia Blåqvist nel film, diretto da Bror Abelli, Janne Modig. Nel 1957 compare per l'ultima volta sul grande schermo nel film diretto da Ingmar Bergman Il posto delle fragole (Smultronstället), dove interpreta il rulo di Agda. Jullan Kindahl muore a Malmö, il 18 aprile 1979, sei giorni dopo il suo 94º compleanno.

## Filmografia parziale

### Cinema
- Janne Modig, regia di Bror Abelli (1923)
- Miljonär för en dag, regia di Edvard Persson (1926)
- Vad kvinnan vill, regia di Edvard Persson (1927)
- På kryss med Blixten, regia di Edvard Persson (1927)
- Hattmakarens bal, regia di Edvard Persson (1928)
- Janssons frestelse, regia di Sigurd Wallén (1928)
- Anderssonskans Kalle, regia di Sigurd Wallén (1934)
- Anna Lans, regia di Rune Carlsten (1943)
- L'impossibile amore (Elvira Madigan), regia di Åke Ohberg (1943)
- Sorrisi di una notte d'estate (Sommarnattens leende), regia di Ingmar Bergman (1955)
- La sesta coppia fuori (Sista paret ut), regia di Alf Sjöberg (1956)
- Il posto delle fragole (Smultronstället), regia di Ingmar Bergman (1957)

### Televisione
- Frida och hennes vän - miniserie TV (1970)

## Teatro (lista parziale)
- 1926: Orfeo all'inferno (Orphée aux Infers; operetta), di Jacques Offenbach
- 1940: La principessa del circo (Die Zirkusprinzessin; operetta), di Emmerich Kálmán, regia di Håkan von Eichwald
- 1944: Il conte di Lussemburgo (Der Graf von Luxemburg; operetta), di Franz Lehár, regia di Oscar Winge
- 1952: Swedenhielms, di Hjalmar Bergman, regia di  Mats Johansson
- 1952: Kronbruden, di August Strindberg, regia di Ingmar Bergman
- 1968: Tre sorelle, di Anton Čechov, regia di Josef Halfen

## Doppiatrici italiane
Nelle versioni in italiano delle opere in cui ha recitato, Jullan Kindahl è stata doppiata da:
- Maria Saccenti in Sorrisi di una notte d'estate
- Lydia Simoneschi in Il posto delle fragole[6]